# サングリチュ語
サングリチュ語は、インド・ヨーロッパ語族インド・イラン語派のイラン語群東イラン語群南東イラン語群パミール諸語に属する言語である。アフガニスタンのバダフシャーン州とその近隣のタジキスタンの地域において話されている。サングレチュ語、ゼバク語、ウルドゥジュ語、サングリチ、サングレチ、ゼバキ、ウルドゥジ、ワルドゥジとも呼ばれる。サングリチュ語、サングレチュ語、サングリチ、サングレチという呼び方はサングリチュ渓谷（サングレチュ渓谷）で話されていることが由来である。サングリチュ渓谷と関連した地名にはサングリチュがある。またゼバク語、ゼバキという呼び方はアフガニスタンのバダフシャーン州のゼバク地区で話されていることが由来である。また、ウルドゥジュ語、ウルドゥジ、ワルドゥジという呼び方はウルドゥジュ渓谷で話されていることが由来である。ウルドゥジュ渓谷と関連した地名にはウルドゥジュ地区がある。ただし、話されている土地ごとに別の言語とみられることもある。